# Силване Манзи
Силване Манзи (енгл. Silwane Manzi) је наводно криптид који је виђен у близини ушћа ријеке Умфозоли у Јужноафричкој Републици.

## Опис криптида
Постоје два описа овог бића:
- Опис у коме је налик на Тероподског диносаура;
- Опис у коме је налик на диносаура из групе Орнитопода;

### Опис налик Тероподском диносауру
Описује се као Тероподски диносаур са кратким рукама, дугим репом, крљуштавом кожом, два "рога" на глави и чељустима пуним оштри зуба. Има зелени одсјај очију у мраку. Ноћна је животиња и лови рибе.

### Опис налик диносауру из групе Орнитопода
Описује се као диносауру из групе Орнитопода. Водоземни је биљојед који хода на четири ноге.

## Хронологија сусрета са овим бићем и виђења
- 1937. године Алеко Лилиус се наводно два пута сусрео са великим непознатим бићем које је брзо ушло у воду и нестало. Те исте године је једном приликом наишао на велике отиске за које су локални људи тврдили да припадају овом бићу. Били су то тропрсти отисци дужине 40 центиметара и ширине 33 центиметара. Касније је открио да су отисци били лажни и да их је направио један локални шаман помоћу дрвеног прибора и калупа.